# 羅森漢 (新澤西州)
羅森漢（英語：Rosenhayn）是位於美國新澤西州坎伯蘭縣的普查規定居民點。

## 人口
根據2020年美國人口普查的數據，羅森漢的面積為6.86平方千米，皆為陸地。當地共有人口1150人，而人口密度為每平方千米167.64人。